# Haruna Iikubo

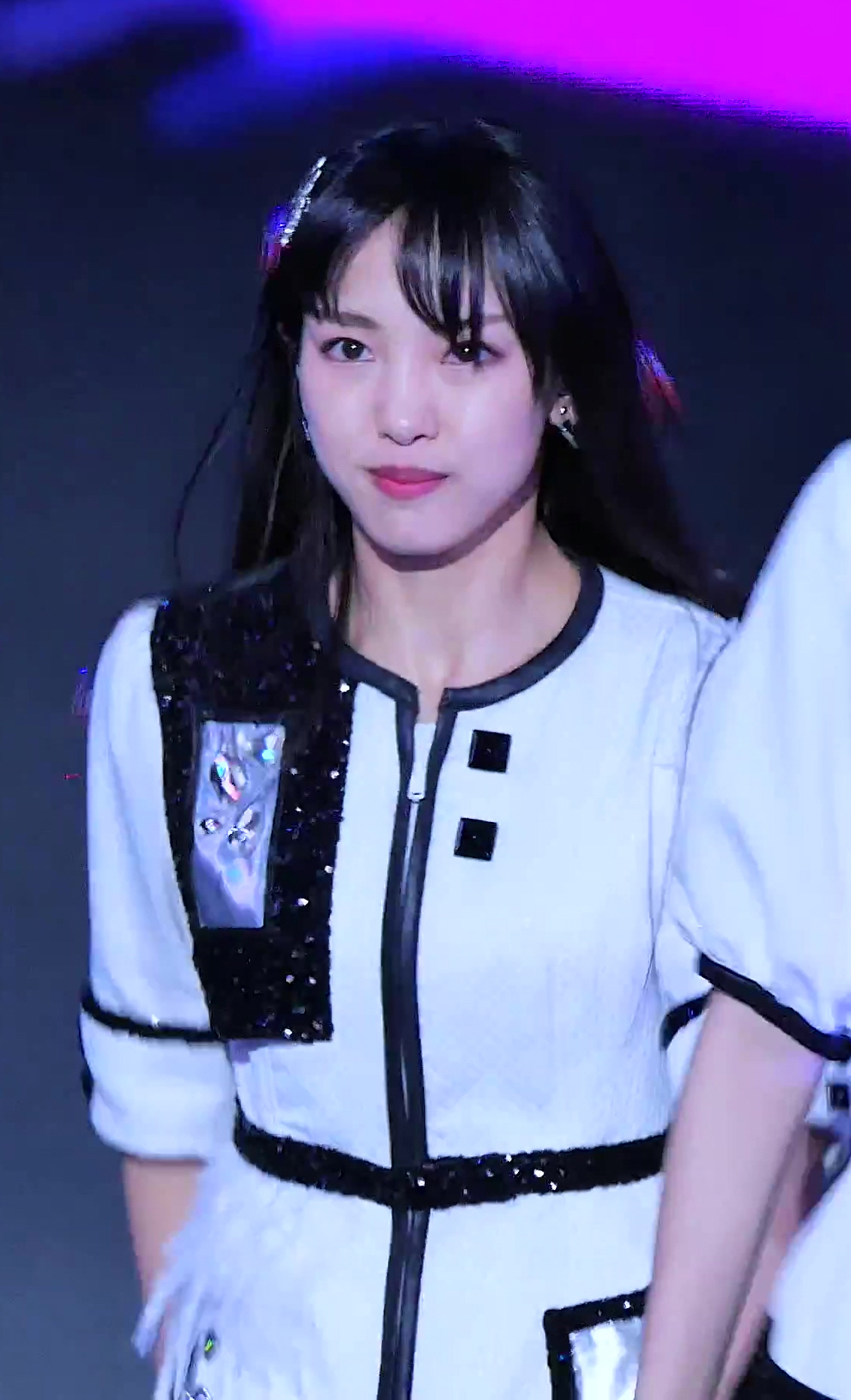
Haruna Iikubo (2020)

Haruna Iikubo (jap. 飯窪 春菜, Iikubo Haruna; * 7. November 1994 in Tokyo) ist ein japanisches Talent, Schauspielerin, Popsängerin und Model. Bekannt wurde sie als Mitglied der Girlgroup Morning Musume, welche sie 2018 verließ. Zuvor war sie als Model für die japanische Modezeitschrift Love Berry aktiv.

## Biografie
2009 hat Iikubo bei einem Casting für die Modezeitschrift Love Berry gewonnen. Sie erschien das erste Mal in der Juni-Ausgabe und nahm ab der Juli-Ausgabe den Künstlernamen Hau Dan (壇 はう) an. Sie verließ das Projekt Love Berry im Februar 2011 und nahm kurz darauf an dem Casting für die 10. Generation der Popgruppe Morning Musume teil, welches sie mit Ayumi Ishida, Masaki Satō und Haruka Kudō das Casting gewann. Die vier Mädchen wurden am 29. September 2011 als 11. Generation vorgestellt. Nach dem Abschied von Reina Tanaka wurde sie 2012 zusammen mit Mizuki Fukumura zum Sub-Leader von Morning Musume ernannt.
Bereits während ihrer Zeit in der Gruppe hatte Iikubo kleinere Nebenjobs als Moderatorin für Online-Events und war Mitglied der Radioshow „Young Town Doyoubi“. Für den Pretty-Cure-Film Pretty Cure All Stars: Haru no Carnival♪ lieh sie dem Charakter „Haruna“, welcher auf einer Zeichnung von Iikubo basiert, ihre Stimme. Iikubo verließ Morning Musume im Dezember 2018. Als einen der Gründe gab sie 2021 bekannt, dass sie verschiedene Dinge ausprobieren wollte, die im Rahmen der Gruppe nicht möglich waren. Unter anderem musste sie ein Rollenangebot unter einem Regisseur absagen, den sie besonders respektierte, da sich das Theaterstück mit Aktivitäten in der Gruppe überschnitt. Letztendlich verließ sie die Gruppe, um unabhängiger zu sein. Bereits im letzten Monat ihrer Mitgliedschaft in der Gruppe kooperierte sie mit der Virtual YouTuberin Midori Todo. Einige Tage später startete Iikubo ihr eigenes Virtual Youtuber Project, Ni-na.
Seit Beginn ihrer Solo-Aktivitäten ist Iikubo insbesondere als Model aktiv, hatte jedoch auch kleinere Schauspielrollen in Dramen und kollaboriert regelmäßig mit dem Modelabel Kangol. Für das Hello! Project ist sie weiterhin aktiv und startete unter anderem 2020 den YouTube-Kanal „Hello! Anison Bu“ (ハロー!アニソン部) mit Fokus auf Anime-Songs.

## Filmografie

### Filme
- 2011: Inu to Anata no Monogatari: Inu no Eiga (犬とあなたの物語 いぬのえいが)
- 2019: Gekijouban Hontou ni Atta Kowai Hanashi 2019 ~Fuyu no Tokubetsu Hen~ (劇場版ほんとうにあった怖い話2019～冬の特別篇～)

### Dramen
- 2010: Glass no Kiba (ガラスの牙)
- 2012: Suugaku♥Joshi Gakuen (数学♥女子学園)
- 2019: Toubou Ryourinin Watanabe (逃亡料理人ワタナベ)
- 2019: Toritsu Mizushou! ~Reiwa~ (都立水商！〜令和〜)

### Sprechrollen
- 2015: Pretty Cure All Stars Haru no Carnival♪ (映画プリキュアオールスターズ 春のカーニバル♪)

### Theaterrollen
- 2012: Stacies Shoujo Saisatsu Kageki (ステーシーズ 少女再殺歌劇)
- 2013: Gogakuyuu (ごがくゆう)
- 2015: TRIANGLE (トライアングル)
- 2016: Zoku 11nin Iru! Higashi no Chihei, Nishi no Towa (続・11人いる！東の地平・西の永遠)
- 2017: Pharaoh no Haka (ファラオの墓)
- 2018: Pharaoh no Haka ~Hebi Ou Sneferu~ (ファラオの墓～蛇王・スネフェル～)
- 2019: Harukanaru Toki no Naka de 6 Gaiden ~Tasogare no Kamen~ (遙かなる時空の中で6 外伝 〜黄昏ノ仮面〜)